# Axim x51
La Axim x50 es un computador de bolsillo fabricado por Dell. Se constituye como una actualización en hardware y software respecto a su antecesor, la x50. Incorpora Windows Mobile 5, en vez de Windows Mobile 2003 y añade más ROM.

## x51v-624
- Procesador: Intel XScale PXA270 a 624 MHz
- Pantalla: LCD táctil TFT de 3.7 pulgadas VGA (480 x 640) a 65.536 colores.
- Acelerador: Intel 2700G multimedia con memoria de vídeo de 16 MB.
- Conectividad: Wi-Fi(802.11b) Bluetooth e IrDA.
- Memoria: ROM 256 MB, RAM (SDRAM) 64 MB.
- Ranuras: CompactFlash tipo II y SD/SDIO/MMC.
- Windows Mobile 5 con Windows Media Player 10 Mobile.

## x51-520
- Procesador: Intel XScale PXA270 a 520 MHz
- Pantalla: LCD táctil TFT de 3.5 pulgadas QVGA (240 x 320) a 65.536 colores.
- Conectividad: Wi-Fi(802.11b) Bluetooth e IrDA.
- Memoria: ROM 128 MB, RAM (SDRAM) 64 MB.
- Ranuras: CompactFlash tipo II y SD/SDIO/MMC.
- Windows Mobile 5 con Windows Media Player 10 Mobile.

## x51-416
- Procesador: Intel XScale PXA270 a 416 MHz
- Pantalla: LCD táctil TFT de 3.5 pulgadas QVGA (240 x 320) a 65.536 colores.
- Conectividad: Bluetooth e IrDA.
- Memoria: ROM 128 MB, RAM (SDRAM) 64 MB.
- Ranuras: CompactFlash tipo II y SD/SDIO/MMC.
- Windows Mobile 5 con Windows Media Player 10 Mobile.